# أرجوحة توازن

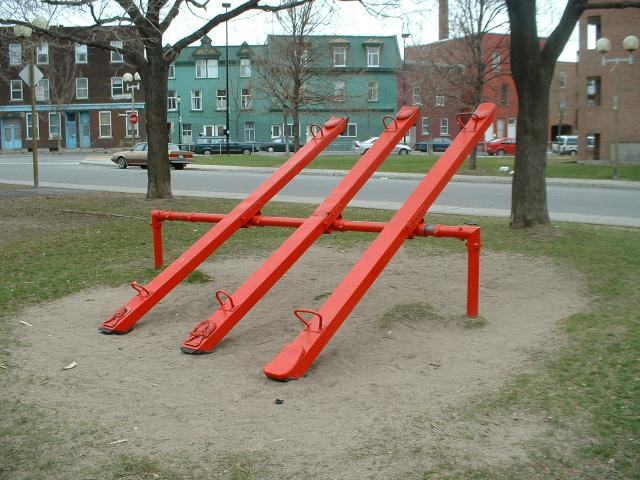
أرجوحة التوازن في منتزه عام.

أرجوحة التوازن كما تسمَّى أيضًا لعبة التوازن أو لعبة الميزان أو السيسو (Seesaw)[بحاجة لمصدر] أو النوَّاسة هي لعبة من ألعاب الأطفال التي توجد في الحدائق والمتنزهات العامة، وأحياناً في باحات المدارس. يلزم طفلين على الأقل من أجل ممارسة هذه اللعبة، حيث يكون أحدهما في الأعلى ثم يهوي إلى الأسفل، في حين يكون الطفل الآخر في الأعلى، وهكذا. تتألف اللعبة من لوح أو هيكل معدني طويل وضيق يعتمد على نقطة ارتكاز واحدة موجودة في المنتصف. يوجد عادة مقاعد وأدوات تثبيت لحماية الأطفال من الوقوع على طرفي اللوح أو الهيكل.